# Chalamont
Chalamont est une commune française située dans le département de l'Ain, en région Auvergne-Rhône-Alpes. Depuis 2014, elle appartient au canton de Ceyzériat qui fait partie lui-même de l'arrondissement de Bourg-en-Bresse. Selon l'Insee, elle fait partie de l'aire urbaine de Lyon.
Les habitants de Chalamont s'appellent les Chalamontais.

## Géographie
Chalamont est une ville en plein cœur de la Dombes, à 10 km au nord de Meximieux, au croisement des routes Villefranche-sur-Saône - Ambérieu-en-Bugey et Meximieux - Bourg-en-Bresse. La ville est assise sur le plateau de la Dombes, et elle s'en proclame le point culminant. Elle est traversée par le Toison, affluent de l'Ain. Sur la commune de Chalamont, se trouve l'étang Magnenet, dans lequel la Veyle prend sa source.
La commune de Chalamont appartient au bassin de vie de Meximieux. Elle est plus proche de Bourg-en-Bresse (26 km) que de Lyon distante d’une quarantaine de kilomètres. Néanmoins, la commune est à une vingtaine de kilomètres de Dagneux qui est limitrophe de l'unité urbaine de Lyon, et appartient à l'aire urbaine de Lyon.

### Climat
Pour des articles plus généraux, voir Climat d'Auvergne-Rhône-Alpes et Climat de l'Ain.
En 2010, le climat de la commune est de type climat océanique dégradé des plaines du Centre et du Nord, selon une étude du CNRS s'appuyant sur une série de données couvrant la période 1971-2000. En 2020, Météo-France publie une typologie des climats de la France métropolitaine dans laquelle la commune est dans une zone de transition entre le climat semi-continental et le climat de montagne et est dans la région climatique Bourgogne, vallée de la Saône, caractérisée par un bon ensoleillement (1 900 h/an), un été chaud (18,5 °C), un air sec au printemps et en été et des vents faibles.
Pour la période 1971-2000, la température annuelle moyenne est de 11,3 °C, avec une amplitude thermique annuelle de 17,8 °C. Le cumul annuel moyen de précipitations est de 1 055 mm, avec 11,3 jours de précipitations en janvier et 7,6 jours en juillet. Pour la période 1991-2020, la température moyenne annuelle observée sur la station météorologique de Météo-France la plus proche, « Ambérieu », sur la commune de Château-Gaillard à 11 km à vol d'oiseau, est de 11,9 °C et le cumul annuel moyen de précipitations est de 1 117,5 mm,. Pour l'avenir, les paramètres climatiques de la commune estimés pour 2050 selon différents scénarios d'émission de gaz à effet de serre sont consultables sur un site dédié publié par Météo-France en novembre 2022.

## Urbanisme

### Typologie
Au 1er janvier 2024, Chalamont est catégorisée bourg rural, selon la nouvelle grille communale de densité à 7 niveaux définie par l'Insee en 2022.
Elle appartient à l'unité urbaine de Chalamont, une unité urbaine monocommunale constituant une ville isolée,. Par ailleurs la commune fait partie de l'aire d'attraction de Lyon, dont elle est une commune de la couronne,. Cette aire, qui regroupe 397 communes, est catégorisée dans les aires de 700 000 habitants ou plus (hors Paris),.

### Occupation des sols
L'occupation des sols de la commune, telle qu'elle ressort de la base de données européenne d’occupation biophysique des sols Corine Land Cover (CLC), est marquée par l'importance des territoires agricoles (62,9 % en 2018), en diminution par rapport à 1990 (64,8 %). La répartition détaillée en 2018 est la suivante : 
terres arables (40,3 %), eaux continentales (20,1 %), prairies (15,6 %), forêts (13,5 %), zones agricoles hétérogènes (7 %), zones urbanisées (3,5 %).
L'évolution de l’occupation des sols de la commune et de ses infrastructures peut être observée sur les différentes représentations cartographiques du territoire : la carte de Cassini (XVIIIe siècle), la carte d'état-major (1820-1866) et les cartes ou photos aériennes de l'IGN pour la période actuelle (1950 à aujourd'hui).

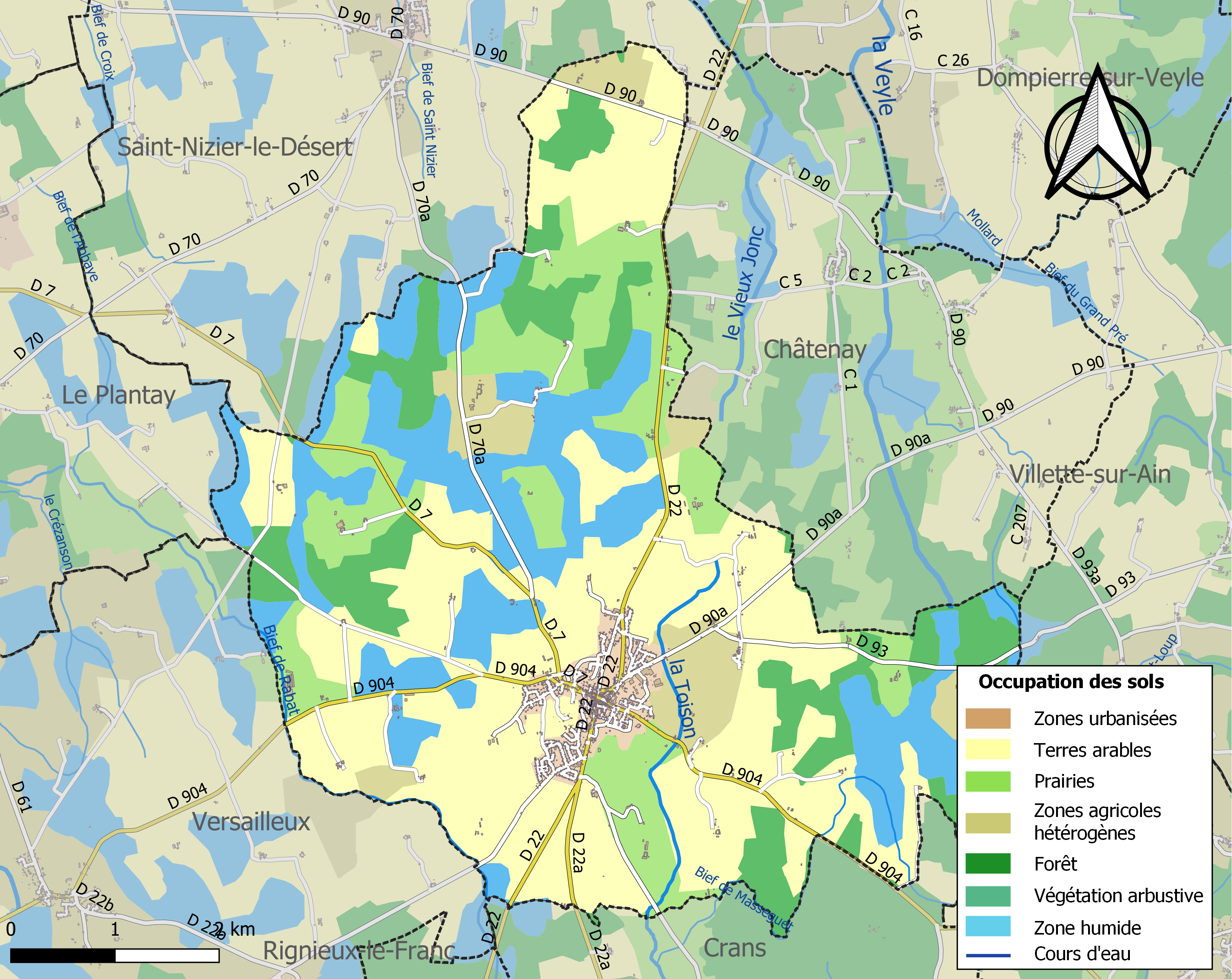
Carte des infrastructures et de l'occupation des sols de la commune en 2018 (CLC).

## Toponymie

### Attestations anciennes
Calomons, Coelomons, de Calamonte, de Chalamonte, Castelamont, Chalemont, Chalamons.

## Histoire

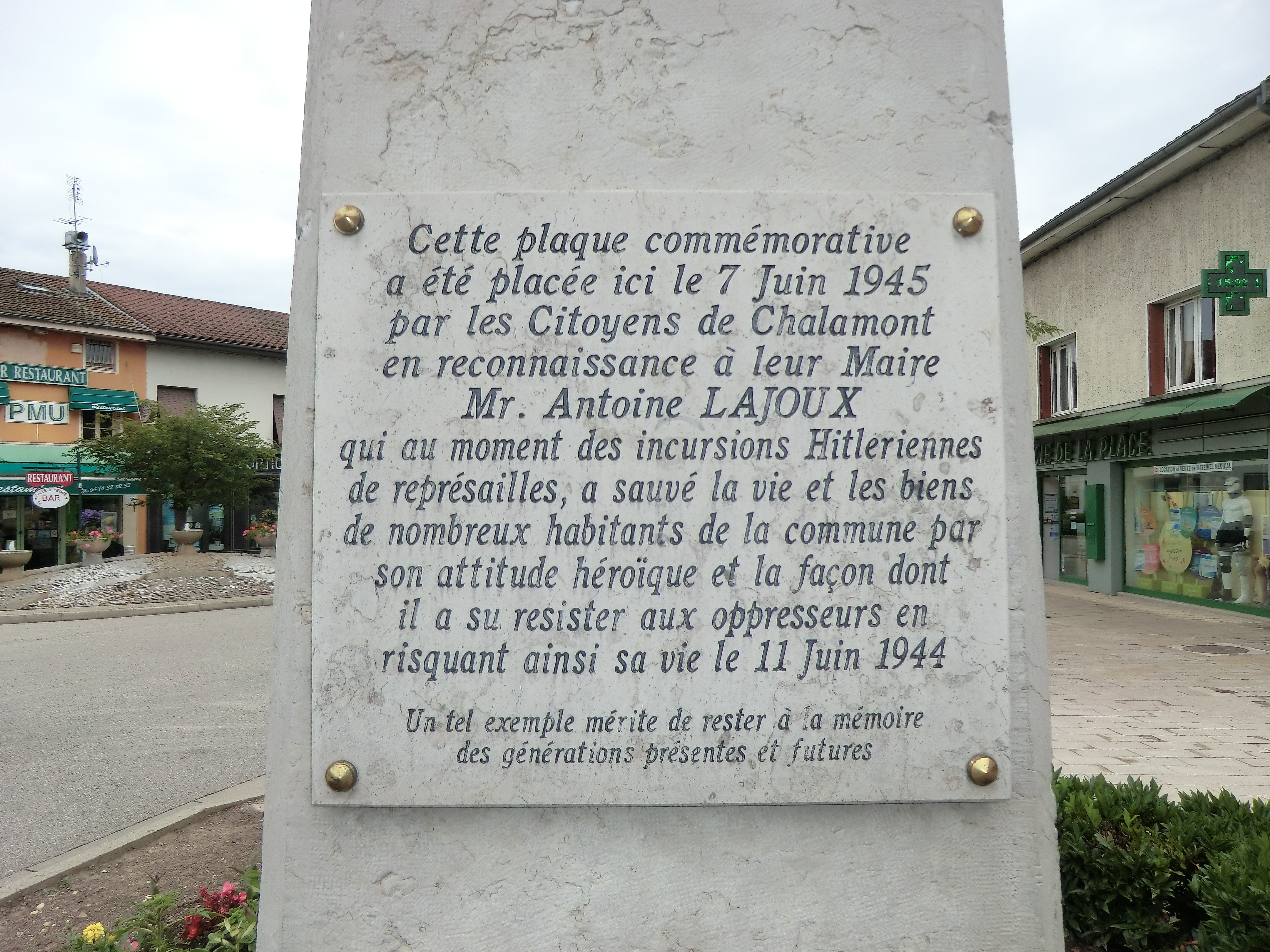
Plaque rendant hommage au courage du maire Antoine Lajoux en 1945.

Son nom est probablement un dérivé du patronyme Salomon, tout comme l'était le nom du Port de Chalamont devenu quai Saint-Antoine à Lyon.
Petite ville, qui est certainement une des plus anciennes de la Dombes, puisqu'elle donna son nom à un archiprêtré et que la création des archiprêtrés remonte au concile de Pavie de l'an 850, n'apparaît dans les documents qu'au XIe siècle. À cette époque, elle était possédée en franc-alleu par une puissante famille du nom et armes de Chalamont, qui y fit bâtir, près d'une poype, un château fort (château de Chalamont), dont on voit encore les traces.
En 1212, la seigneurie est acquise par Guichard IV de Beaujeu pour 1 000 sous forts d'Alard de Chalamont.
Le 23 juin 1400, Édouard II, sire de Beaujeu, donne la seigneurie à Louis II, duc de Bourbon.
La ville est détruite en 1595 par les Bressans.
L'ancien hôpital de cette ville ayant été ruiné par suite des guerres, le duc du Maine, par lettres du mois de septembre 1703, autorisa le nouvel hôpital, fondé par Mme Louise Saulnier, veuve de Jean-Baptiste Simonin. Il le prit même sous sa protection particulière et ordonna qu'on mît sur la grande porte ses armes accompagnées de cette inscription : Hôpital de Charité. Cet hôpital, qui ne comptait que quatre lits lors de sa fondation, en comptait huit en 1764 et douze en 1787.
Le même souverain de Dombes accorda la permission, le 24 mai 1710, à MM. Curtillat, docteur en théologie et archiprêtre de Dombes, et Noël Chomel, aussi docteur en théologie et curé de la paroisse Saint-Vincent de Lyon, « de fonder à Chalamont, sous le nom de Maison des Filles de l'Enfant-Jésus de Saint-Vincent, une maison de filles propres à instruire la jeunesse dans les principes de la religion et à leur enseigner à lire, à écrire, faire des dentelles, habits, linges, broderies et plusieurs autres ouvrages auxquels les jeunes filles doivent s'appliquer, même à fabriquer des droguets et boyettes, » et de les établir dans la maison qu'ils avaient achetée à cet effet, le 14 décembre 1709.
En 1812, la commune de Ronzuel est absorbée par Chalamont.
L'église de Chalamont, d'abord sous le vocable de Notre-Dame et aujourd'hui de saint Roch, dépendait, dans le principe, des archevêques de Lyon. Ils la cédèrent, on ne sait à quelle époque, à l'abbaye de la Chaise-Dieu, à qui elle fut confirmée, en 1116, par l’archevêque Gauceran. Elle passa, peu après, à l’abbaye de Cluny, puis, en 1132, à celle d’Ambronay, qui conserva jusqu'en 1789 le droit de nomination à la cure. L'église de Notre-Dame était située sur le sommet de la colline et desservait à la fois la ville et le château. En 1158, elle fut visitée par les reliques de saint Taurin, portées par les moines de Gigny.
Par son testament du 7 janvier 1467, Antoinette de Montazac, fille de Jacques de Montazac et femme de noble Claude de Brie, demanda à y être enterrée et lui légua « sa robe d'écarlate pour faire deux chasubles : l'une pour servir à l'autel de la Vierge, l'autre pour servir à la chapelle de Saint-Germain, fondée par ses pères. »

Au XVIIe siècle cette église fut remplacée par une autre, bâtie dans la ville, sous le vocable de saint Roch, et dont la construction commença le 17 mai 1629, ainsi que l'apprend l'inscription suivante, gravée au-dessus de la grande porte : 

« AU NOM DE DIEU DU SAINCT SACRE ROSAIRE ET DE MONSIEUR SAINT-ROCH 
LA PRESENTE EGLISE A ETE DEDIEE EDIFIEE ET COMMENCEE LE 17e IOVR DE MAY 1629. »

Le revenu de la cure consistait dans le tiers de la dîme de Saint-Martin, dans les cinq douzièmes de celle de Chalamont, dans le produit de deux vignes et de quelques pies d'étangs.

### Hameaux

#### Armondes
Mansus de Armondes, mas dans l'ancienne paroisse de Ronzuel, aujourd'hui commune de Chalamont. Au mois d'août 1282, Louis Ier de Beaujeu, sire de Beaujeu, concéda à Guy de Saint-Trivier toute justice sur ses habitants, sauf à en référer pour le supplice de mort.

## Politique et administration

### Découpage territorial
La commune de Chalamont est membre de la communauté de communes de la Dombes, un établissement public de coopération intercommunale (EPCI) à fiscalité propre créé le 1er janvier 2017 dont le siège est à Châtillon-sur-Chalaronne. Ce dernier est par ailleurs membre d'autres groupements intercommunaux.
Sur le plan administratif, elle est rattachée à l'arrondissement de Bourg-en-Bresse, au département de l'Ain et à la région Auvergne-Rhône-Alpes. Sur le plan électoral, elle dépend du  canton de Ceyzériat pour l'élection des conseillers départementaux, depuis le redécoupage cantonal de 2014 entré en vigueur en 2015, et de la quatrième circonscription de l'Ain  pour les élections législatives, depuis le dernier découpage électoral de 2010.

### Administration municipale

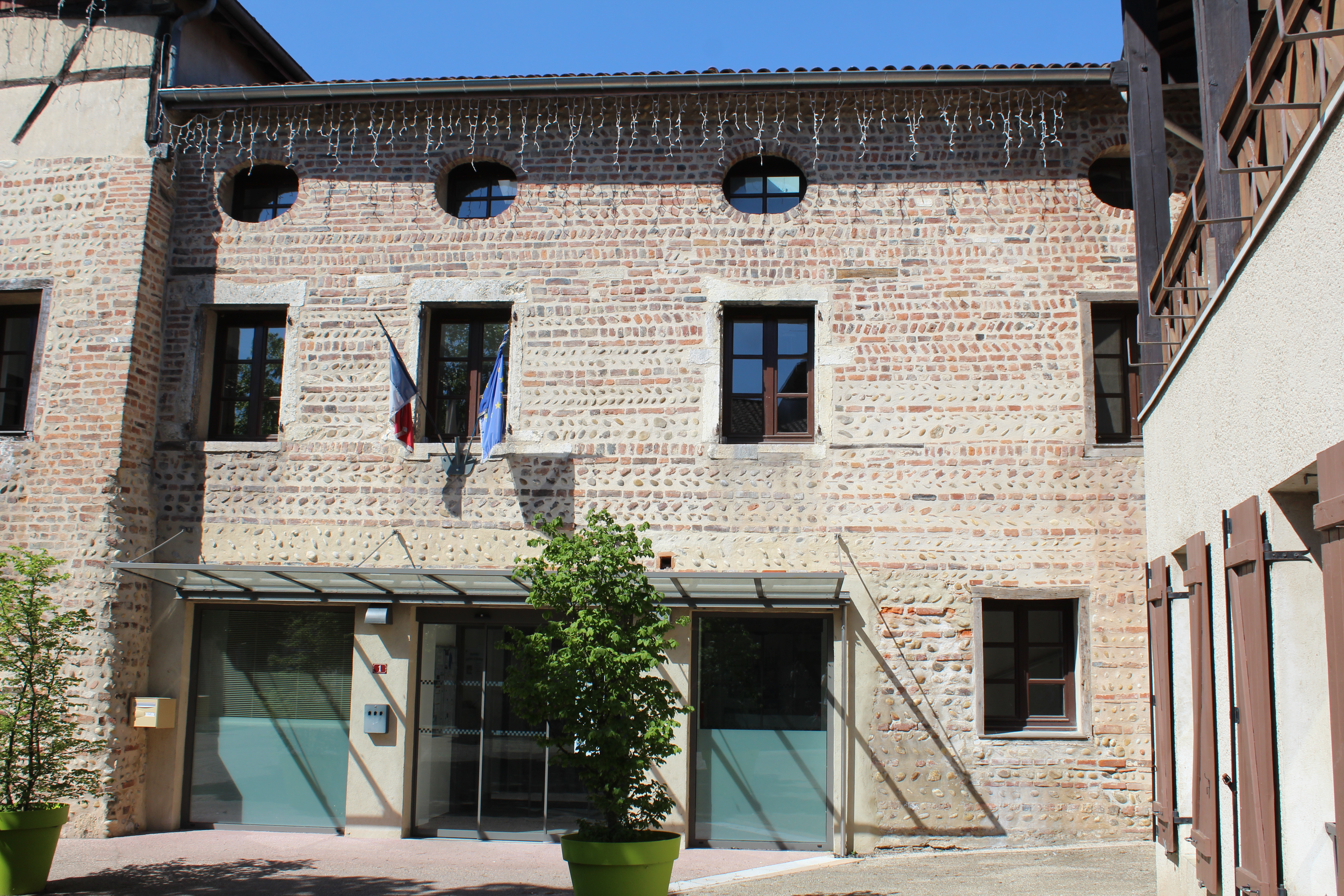
Mairie.

### Tendances politiques et résultats
Lors des législatives de 2022, le maire de Chalamont Ali Benmedjahed se présente dans la circonscription sous l'étiquette du Parti radical de gauche en opposition à l'alliance de la gauche (Nupes), et réalise des scores exceptionnels dans la ville en comparaison du reste de la circonscription.
| Scrutin             | Scrutin             | 1er tour | 1er tour | 1er tour | 1er tour | 1er tour | 1er tour | 1er tour | 1er tour | 1er tour | 1er tour | 1er tour  | 1er tour | 2d tour | 2d tour | 2d tour | 2d tour | 2d tour | 2d tour |
| Scrutin             | Scrutin             | 1er      | 1er      | %        | 2e       | 2e       | %        | 3e       | 3e       | %        | 4e       | 4e        | %        | 1er     | 1er     | %       | 2e      | 2e      | %       |
| ------------------- | ------------------- | -------- | -------- | -------- | -------- | -------- | -------- | -------- | -------- | -------- | -------- | --------- | -------- | ------- | ------- | ------- | ------- | ------- | ------- |
| Présidentielle 2017 | Présidentielle 2017 |          | FN       | 33,36    |          | LR       | 19,80    |          | EM       | 17,39    |          | LFI       | 13,73    |         | EM      | 50,61   |         | FN      | 49,39   |
| Présidentielle 2022 | Présidentielle 2022 |          | RN       | 35,79    |          | LREM     | 24,48    |          | LFI      | 12,13    |          | REC       | 9,23     |         | RN      | 54,04   |         | LREM    | 45,96   |
| Législatives 2022   | 4e                  |          | PRG      | 38,59    |          | RN       | 22,69    |          | LREM-Ens | 8,26     |          | LFI-Nupes | 7,89     |         | RN      | 65,31   |         | LFI     | 34,69   |
| Législatives 2024   | 4e                  |          | RN       | 53,77    |          | HOR-Ens  | 17,15    |          | EELV-NFP | 16,16    |          | LR        | 11,31    |         | RN      | 59,27   |         | HOR     | 40,73   |

### Liste des maires
Six maires se sont succédé depuis 1945 :
| Période | Période  | Identité         | Étiquette                 | Qualité                                                          |
| ------- | -------- | ---------------- | ------------------------- | ---------------------------------------------------------------- |
| 1945    | 1947     | Antoine Lajoux   |                           |                                                                  |
| 1947    | 1959     | Joseph Gromier   |                           |                                                                  |
| 1959    | 1965     | Marcel Letoublon |                           |                                                                  |
| 1965    | 1995     | Louis Lamarche   | Radical puis MRG puis PRG | Négociant en produits agricoles - Conseiller général (1970-1994) |
| 1995    | 2008     | Georges Marguin  |                           | Artisan électricien                                              |
| 2008    | 2020     | Ali Benmedjahed  | PRG                       | Professeur, conseiller régional                                  |
| 2020    | En cours | Bruno Charvieux  |                           | Employé                                                          |

## Démographie
L'évolution du nombre d'habitants est connue à travers les recensements de la population effectués dans la commune depuis 1793. Pour les communes de moins de 10 000 habitants, une enquête de recensement portant sur toute la population est réalisée tous les cinq ans, les populations de référence des années intermédiaires étant quant à elles estimées par interpolation ou extrapolation. Pour la commune, le premier recensement exhaustif entrant dans le cadre du nouveau dispositif a été réalisé en 2006.
En 2022, la commune comptait 2 544 habitants, en évolution de +5,74 % par rapport à 2016 (Ain : +5,15 %, France hors Mayotte : +2,11 %).
| 1793  | 1800  | 1806 | 1821  | 1831  | 1836  | 1841  | 1846  | 1851  |
| ----- | ----- | ---- | ----- | ----- | ----- | ----- | ----- | ----- |
| 1 230 | 1 251 | 954  | 1 349 | 1 422 | 1 592 | 1 561 | 1 714 | 1 824 |

| 1856  | 1861  | 1866  | 1872  | 1876  | 1881  | 1886  | 1891  | 1896  |
| ----- | ----- | ----- | ----- | ----- | ----- | ----- | ----- | ----- |
| 1 748 | 1 679 | 1 866 | 1 810 | 1 895 | 1 900 | 1 888 | 1 857 | 1 812 |

| 1901  | 1906  | 1911  | 1921  | 1926  | 1931  | 1936  | 1946  | 1954  |
| ----- | ----- | ----- | ----- | ----- | ----- | ----- | ----- | ----- |
| 1 699 | 1 591 | 1 705 | 1 521 | 1 358 | 1 363 | 1 253 | 1 301 | 1 167 |

| 1962  | 1968  | 1975  | 1982  | 1990  | 1999  | 2006  | 2011  | 2016  |
| ----- | ----- | ----- | ----- | ----- | ----- | ----- | ----- | ----- |
| 1 184 | 1 199 | 1 307 | 1 415 | 1 476 | 1 658 | 2 012 | 2 365 | 2 406 |

| 2021  | 2022  | - | - | - | - | - | - | - |
| ----- | ----- | - | - | - | - | - | - | - |
| 2 559 | 2 544 | - | - | - | - | - | - | - |

## Culture locale et patrimoine

### Lieux et monuments
Un ensemble de trois maisons du XVe siècle fait l’objet d’une inscription au titre des monuments historiques depuis le 22 février 1927,, : la maison Maron, la maison Bolli et la maison Mingat. Elles sont toutes trois situées dans le quartier moyenâgeux.

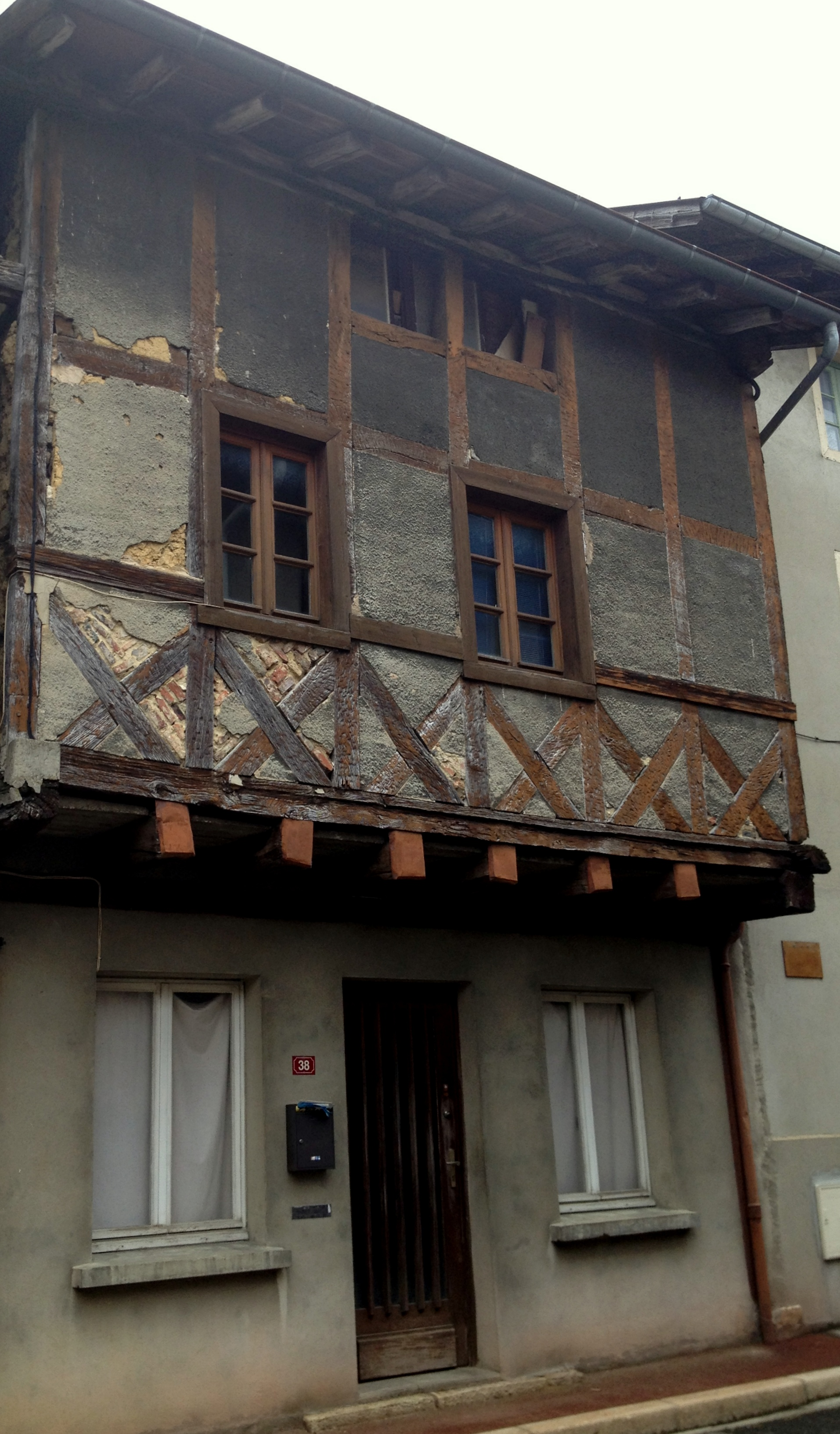
Maison Bolli.
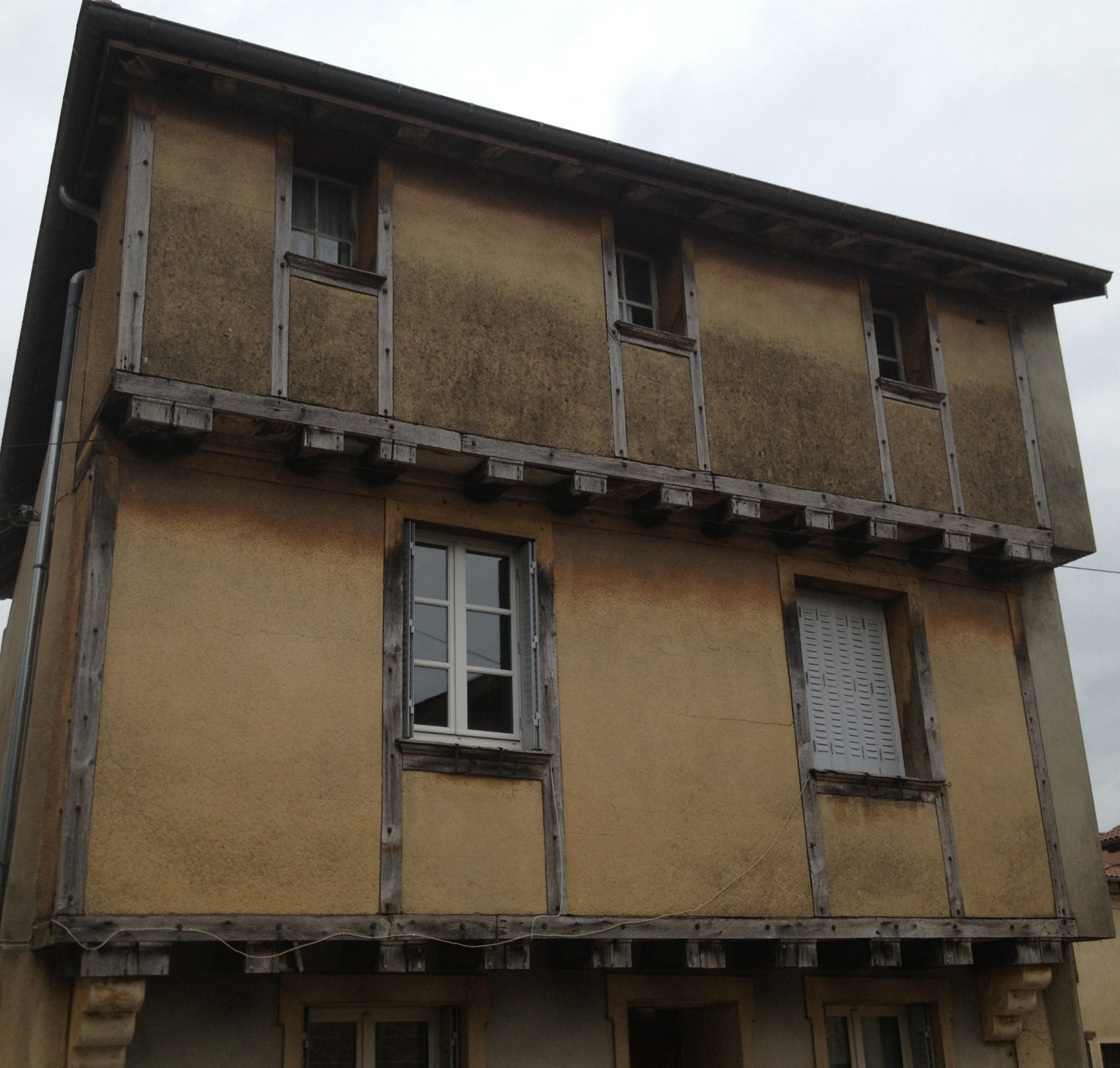
Maison Maron.
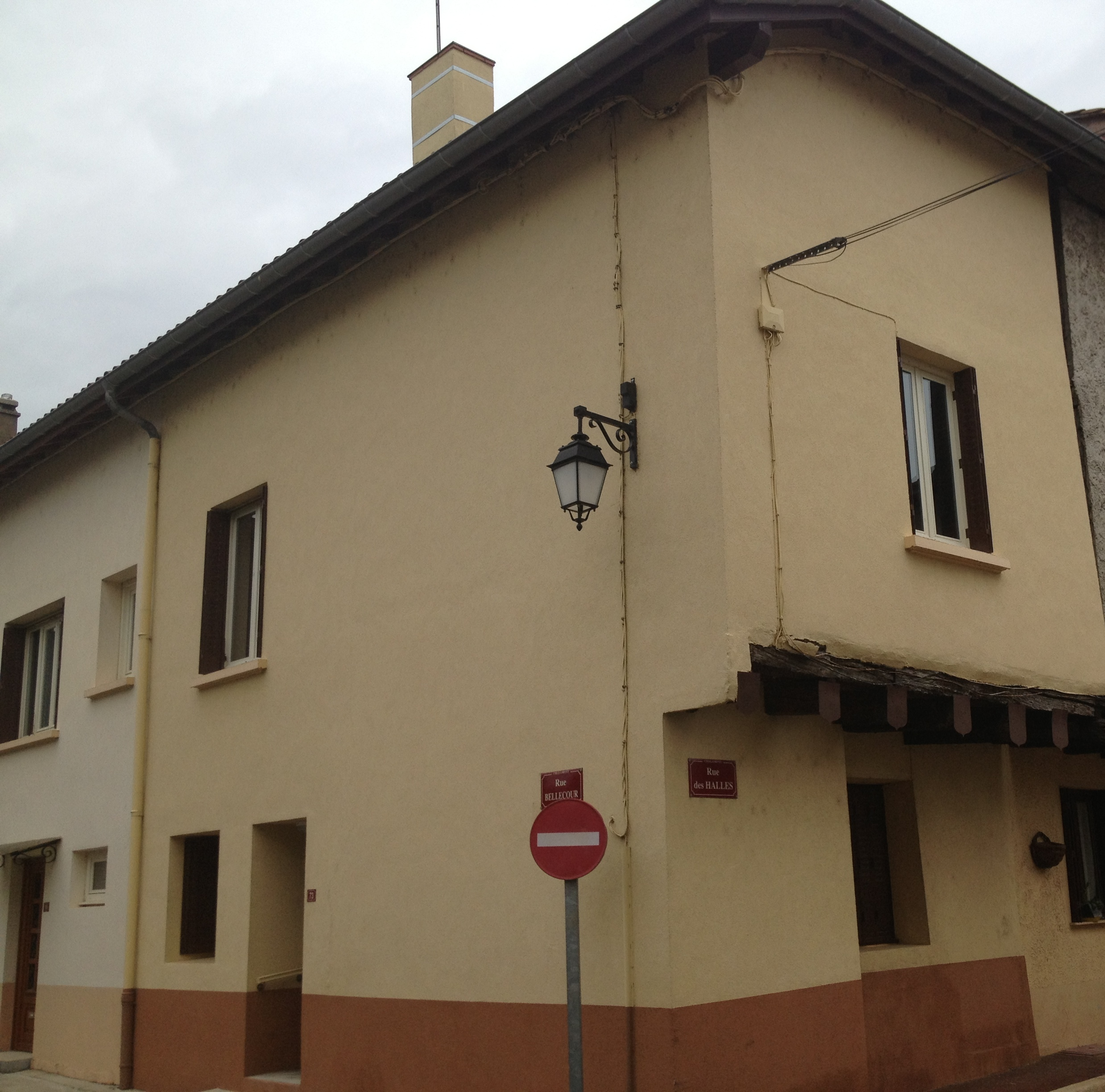
Maison Mingat.

Par ailleurs, on peut voir à Chalamont : les nombreux étangs ainsi que l'église Notre-Dame-de-l'Assomption, le monument aux morts, les vestiges de l'enceinte urbaine ainsi que celles du château, qui fut centre de châtellenie. Le château fut bâti, sur motte ou poype, par les sires de Chalamont cité depuis le XIe siècle. En 1212, Alard de Chalamont cède ses droits sur la ville et le château au sire de Beaujeu. En 1308, Guichard de Beaujeu en fait aveu à l'archevêque de Lyon. En 1400, le château passe, avec tous les autres biens des Beaujeu à Louis de Bourbon.
- Chapelle de Ronzuel.

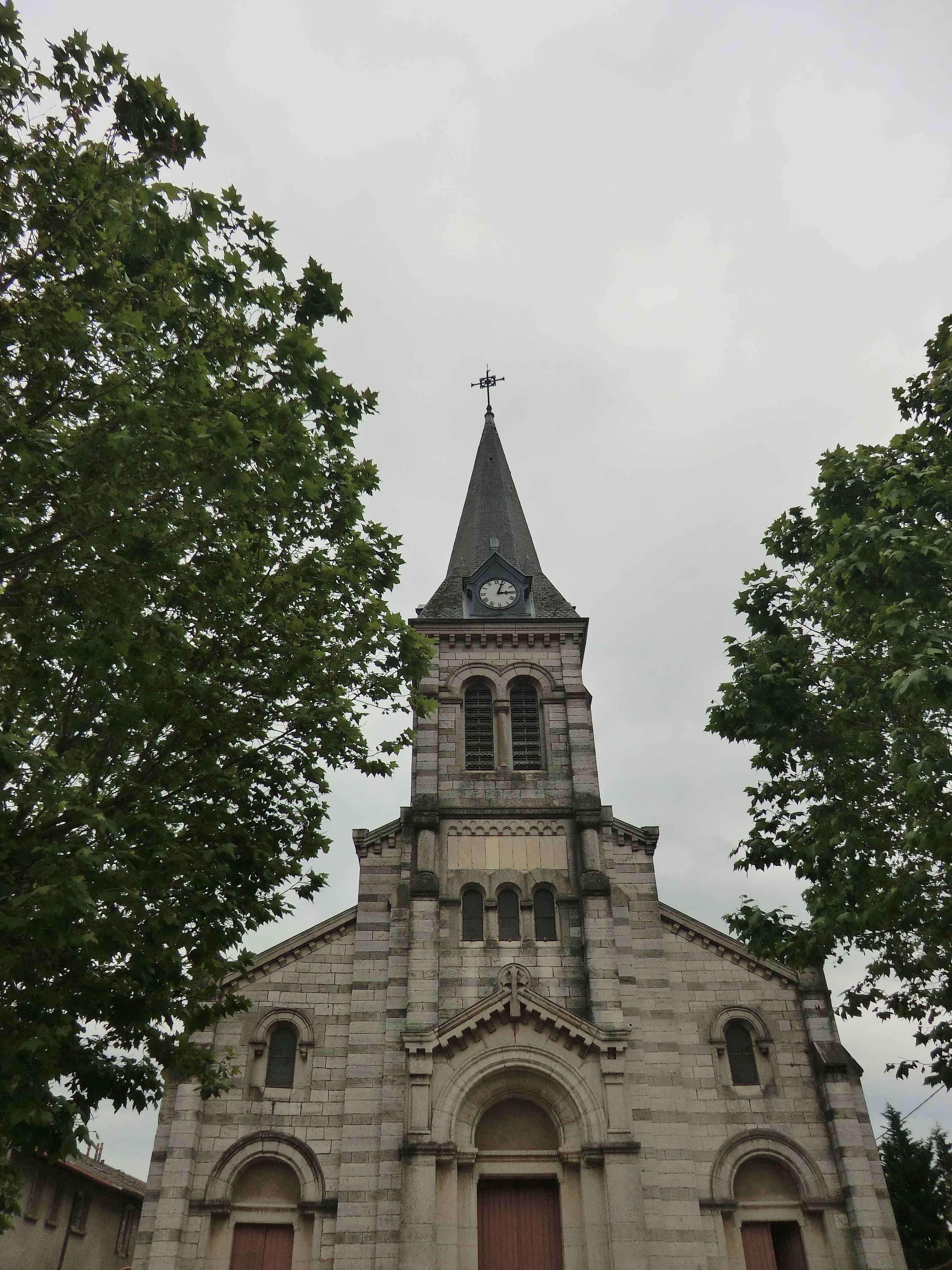
L'église Notre-Dame-de-l'Assomption de Chalamont.
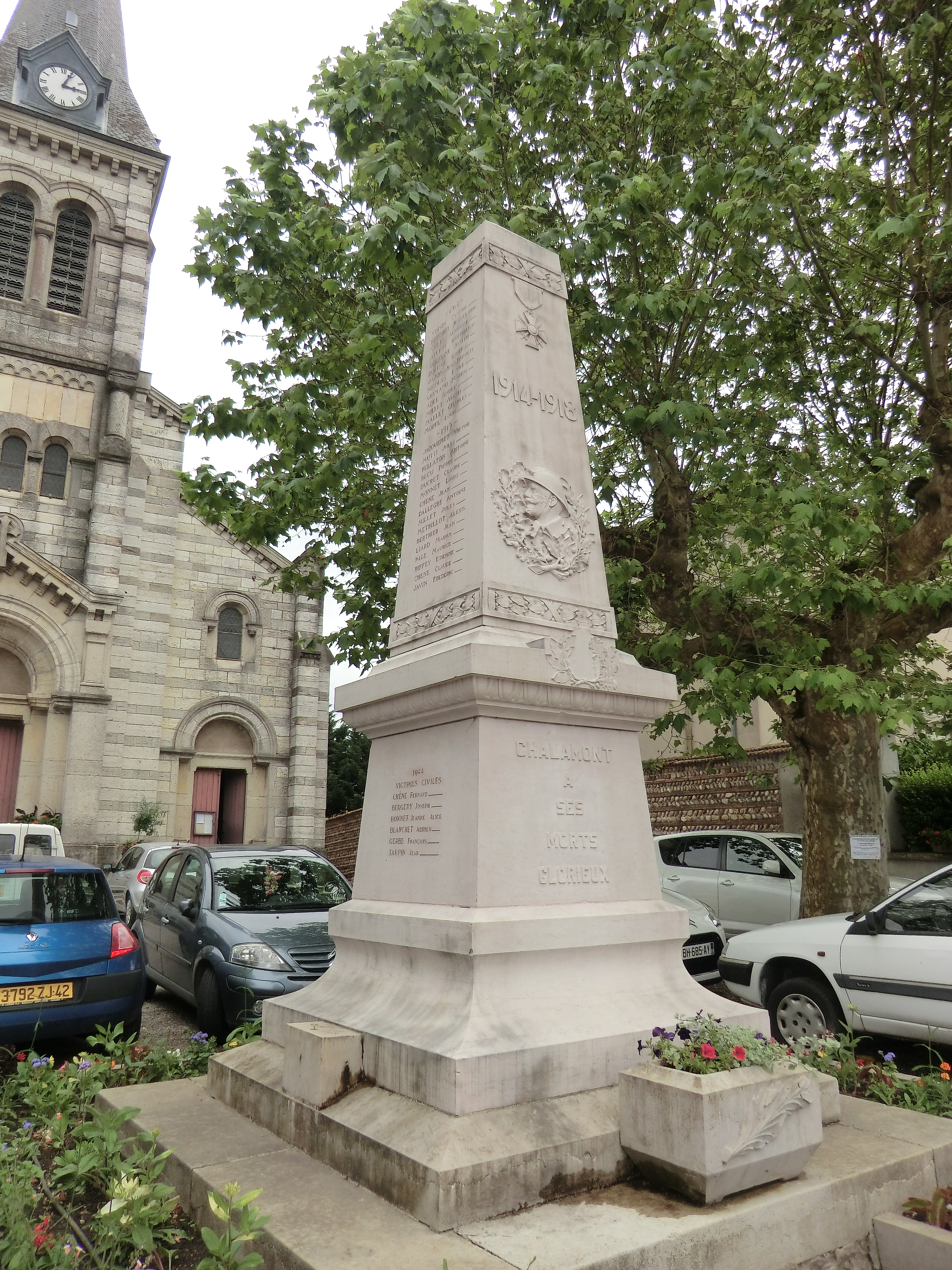
Le monument aux morts.

### Espaces verts et fleurissement
En 2014, la commune obtient le niveau « deux fleurs » au concours des villes et villages fleuris.

### Personnalités liées à la commune
- Antoine Marie Garin fut vicaire de la paroisse, de novembre 1834 à 1837.
- Frédéric Ozanam était le petit-fils de Pierre dit Benoît Ozanam, notaire royal, à Chalamont, à partir de 1755. Le fils de Pierre, Jean-Antoine-François (père de Frédéric) fut, pendant un temps, propriétaire des terres à Chalamont.
- Victor Joseph Antoine Meunier, militaire français, est né dans la commune en 1848.

### Littérature
- Un des lieux du roman Un roi sans divertissement, de Jean Giono.

### Sports
Le club de football de l'US Dombes est né en 1992 d'une fusion entre l'ES Rignieux-le-Franc et l'US Chalamont. L'US Dombes a joué en Honneur Régional au cours de la saison 2007-2008.

### Héraldique
| Blason de Chalamont | Blason  | D'or aux trois fasces de gueules, à la bordure du même. |
| Blason de Chalamont | Détails |                                                         |